# Forever (Roy Wood)
"Forever" is een single uit 1973, die werd geschreven en geproduceerd door Roy Wood.
Wood speelde alle muziekinstrumenten op de opname in, en verzorgde de lead- en meerstemmige achtergrondzang. Het nummer werd wereldwijd uitgebracht door Carlin Music Corp.
Het nummer bereikte nummer 8 in de UK Singles Chart.